# Gjende

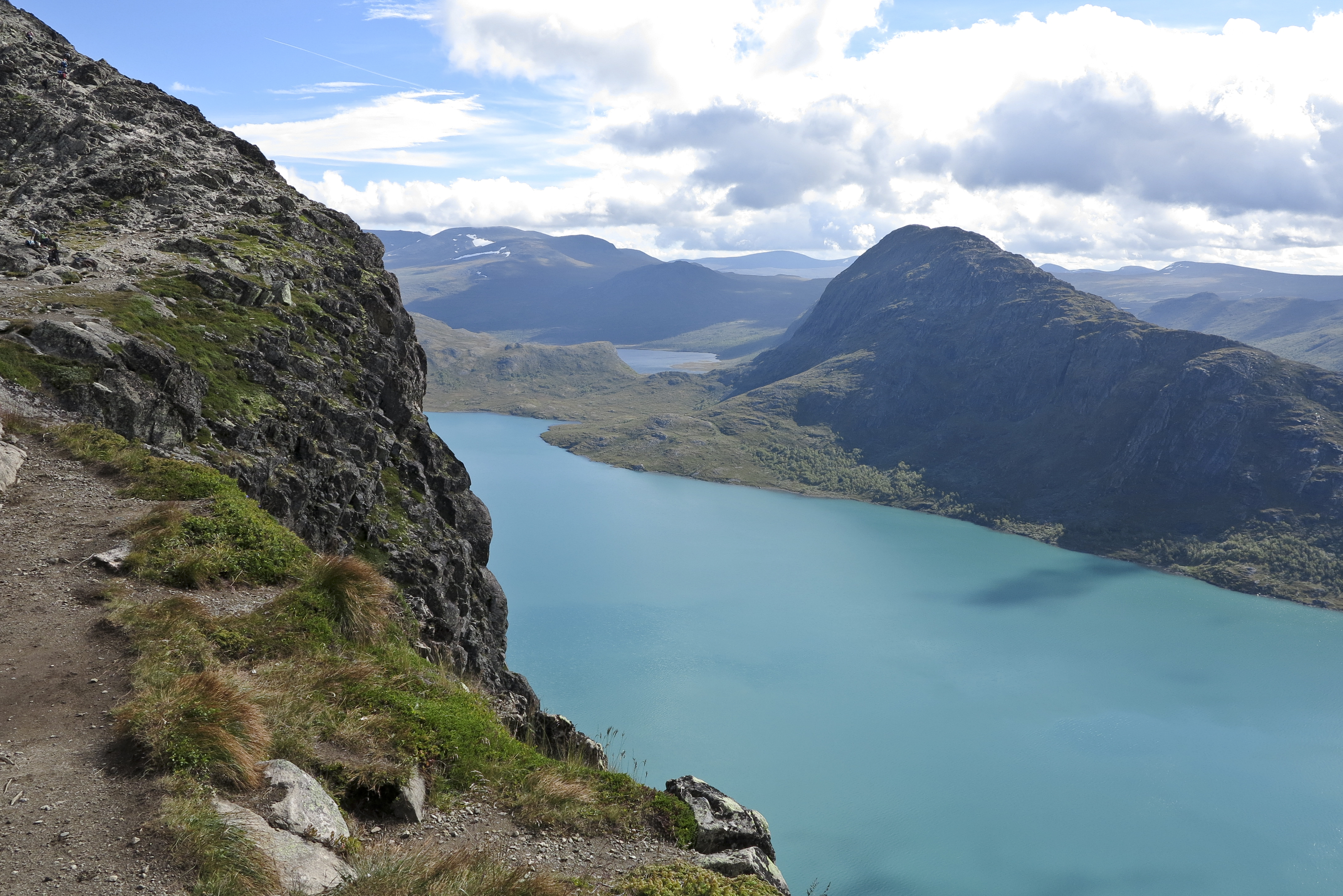
Gjendes gröna färg skiljer sig klart från Bessvatnets.

Gjende är en sjö i Jotunheimen, Norge, 979 meter över havet. Sjön har en yta av 17 kvadratkilometer och ett största djup av 146 meter.
Gjende omges på alla sidor av tvärbranta bergväggar, och skiljs endast av den smala bergskammen Besseggen från sjön Bessvatnet. Sjön har sin avrinning genom älven Sjoa till Gudbrandsdalslågen.